# Clare Fischer
| Clare Fischer                             | Clare Fischer                             |
| Kattints az alábbi külső linkek egyikére! | Kattints az alábbi külső linkek egyikére! |
| ----------------------------------------- | ----------------------------------------- |
| Nem található szabad kép.(?)              |                                           |
| külső link · jogvédett                    | Clare Fischer                             |

Clare Fischer (Shiawassee megye, 1928. október 22. – Burbank, 2012. január 26.) amerikai billentyűs, zeneszerző, hangszerelő, zenekarvezető.
Herbie Hancock: „Nem lennék én senki sem Clare Fischer nélkül”.

## Pályafutása
Clare Fischer zenész családból származott. Először hegedülni és tubázni majd zongorázni tanult. A Grand Rapids-i gimnáziumban csellózott, szaxofonozott és klarinétozott is. Zeneelméletet és zeneszerzést is tanult; tizenkét évesen már tánczenekaroknak hangszerelt, amit 1947-től a Michigani Egyetemen folytatott. Katonai szolgálata alatt egy katonazenekarnál dolgozott a West Point Akadémián (1955). Ezután 1956-tól öt évig turnézott Gene Puerling férfi énekegyüttesének zongoristájaként és hangszerelőjeként. Közben megszervezte például Dizzy Gillespie számára a „A Portrait of Duke Ellington“ (1960) című koncertet.
Ezt követően rengeteg zenét írt reklámokhoz.
Richard Stoltzman klasszikus klarinétművész megbízásából 1983-ban komponálta a „The Duke, Swee'Pea and Me” című szimfonikus művet Duke Ellington és hangszerelője, Billy Strayhorn témáira.
Az 1970-es években Cal Tjader zenekarában volt billentyűs, majd hamarosan saját latin-amerikai zenekarával a Salsa Picante énekegyüttessel 1981-ben Grammy-díjat nyert a 2+2 és 1986-ban a Free Fall című album.
Az 1990-es évektől sokat tanított az USA-ban és Európában (Skandinávia, Hollandia). Szólókoncertet is adott és játszott a holland Metropole Orkesttel és a WDR Big Banddel.
1961-től mint 40 albumot rögzített, többek között Donald Byrddel, Gary Fosterrel, Bert van den Brinkkel (2001). Sokat dolgozott latin-amerikai zenészekkel, mások mellett Antônio Carlos Jobimmal, Bud Shankkal és Joe Pass-szal.
Az 1980-as évek-től sokat hangszerelt popzenészeknek is: Paul McCartney, Prince, Celine Dion, Amy Grant, Natalie Cole, Paula Abdul, Michael Jackson, Chaka Khan, Robert Palmer...

## Albumok
- First Time Out (1962)
- Bossa Nova Jazz Samba (1962) & Bud Shank
- Brasamba! (1963) & Bud Shank, Joe Pass
- Surging Ahead (1963)
- Extension (1963)
- So Danço Samba (1964)
- Manteca! (1965)
- Easy Livin' (966)
- Songs for Rainy Day Lovers (1967)
- One to Get Ready, Four to Go (1968)
- Thesaurus (1969)
- Report of the 1st Annual Symposium on Relaxed Improvisation (1973)
- The State of His Art (1976)
- Clare Declares (1977)
- Salsa Picante (1980)
- Alone Together (1980)
- 2+2 (1981)
- Machaca (1981)
- Introspectivo (2005)

## Díjak
- 1981: Grammy-díj
- Posztumusz Grammy-díjas is volt a „¡Ritmo!” (2012), és a „Music for Strings, Percussion and the Rest ” (2013)

## Filmek
- Clare Fischer az IMDb-n

## Fordítás
- Ez a szócikk részben vagy egészben  a   Clare Fischer című német Wikipédia-szócikk ezen változatának fordításán alapul.  Az eredeti cikk szerkesztőit annak laptörténete sorolja fel. Ez a jelzés csupán a megfogalmazás eredetét és a szerzői jogokat jelzi, nem szolgál a cikkben szereplő információk forrásmegjelöléseként.